# Siemens Gamesa

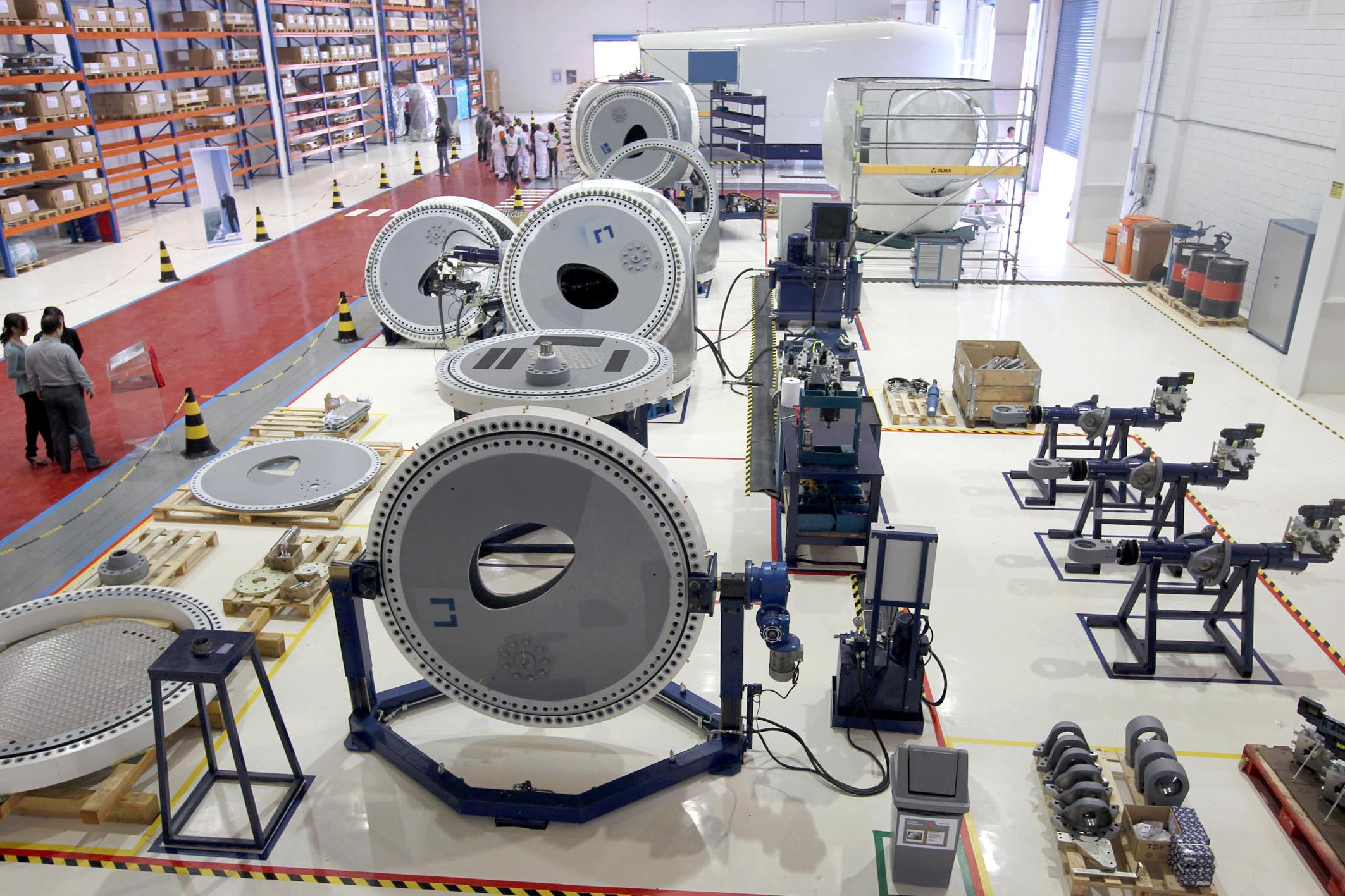
Fábrica de aerogeradores em Camaçari (Bahia), inaugurada em 2011.

A Siemens Gamesa até 2017 conhecida como Gamesa Corporación Tecnológica (originariamente Grupo Auxiliar Metalúrgico S.A,) é uma multinacional de origem espanhola de novas tecnologias aplicando-as em atividades emergentes: robótica, microeletrônica, meio-ambiente ou materiais compostos.
A sua divisão Gamesa Aeronáutica está especializada na engenharia, fabricação e fornecimento de grandes conjuntos estruturais ou partes completas de aeronaves para a sua posterior montagem em aviões e helicópteros.